# Karl Wondrak
Karl Wondrak, var en tjeckisk backhoppare. Han var med i de Olympiska vinterspelen i Sankt Moritz 1928 i backhoppning där han kom på 21:a plats.